# Benedetto di Ponio
Benedetto Di Ponio (Roma, 16 marzo 1898 – Roma, 20 aprile 1964) è stato un chitarrista italiano.

## Biografia
Nasce a Roma da Pasquale Di Ponio e Gaetana Javarone. 
Dotato di grande talento già in giovanissima età, apprende le prime nozioni di musica grazie ad un suo amico e come autodidatta su di un fascicoletto intitolato "Musica", della Biblioteca Popolare Sonzogno. Debutta a 17 anni come solista di chitarra a Roma con un Fandango di Aguado, un Bolero di Arcas e una sua Fantasia.
Con l'avvento della prima guerra mondiale, è costretto a sospendere la sua attività artistica appena iniziata. Le dure esperienze vissute nel periodo della guerra (tra cui un anno e quattro mesi di prigionia) lo segnarono profondamente. Al ritorno in patria, per necessità economiche, fu costretto ad impiegarsi come ragioniere in ambito economico e questo gli impedì, in parte, di proseguire la sua carriera musicale. Malgrado le difficoltà, si propone di studiare in maniera approfondita i metodi di Giuliani, Carcassi e Sor, sviluppando una tecnica del tutto personale. le recensioni dell'epoca fanno emergere il talento del giovane chitarrista, sulla cui scia si impone da protagonista negli anni Venti nelle più prestigiose sale di Roma di musica colta quali la Sala Sgambati, la Camerata Musicale, il Lyceum, il Teatro delle Arti eseguendo pezzi del repertorio classico e romantico riscuotendo ampi consensi.
Studiò composizione con Boicenko e Dobici. Fu attivo solista e raggiunse la sua massima aspirazione ottenendo il prestigioso incarico come primo docente di chitarra in un conservatorio italiano iniziando la sua carriera come professore al Conservatorio Santa Cecilia di Roma nel 1955, mentre l'altro grande chitarrista romano, Mario Gangi, allo stesso tempo prendeva la cattedra al conservatorio di Napoli. 
Il primo corso di chitarra a "S.Cecilia" offre la possibilità a Di Ponio di applicare in forma ufficiale, e per la prima volta in Italia, la tecnica per chitarra di impostazione spagnola partendo dalla razionalizzazione e sequenzialità della tecnica e del repertorio, fino ad arrivare alla conoscenza della letteratura chitarristica dal punto di vista storico, stilistico e artistico. Il programma di studio elaborato da Di Ponio poteva definirsi completo, in grado di fornire una preparazione solida tecnico-musicale finalizzata al concertismo (sempre stato la passione del chitarrista).
Di Ponio fu probabilmente tra i primi a registrare opere per chitarra nel 1925 per l'allora EIAR (Ente Italiano Audizioni Radiofoniche). Di Ponio ha inoltre lasciato varie composizioni, ha collaborato con tutte le riviste chitarristiche dell'epoca ("Plettro", "Chitarra", "Arte chitarristica") e un "Metodo per chitarra" purtroppo incompiuto. Si ricordano infine i numerosi contatti che Di Ponio ebbe con autorevoli chitarristi, in particolare con Luigi Mozzani.
Tra le sue opere per chitarra sono da menzionare la Ronda Cinese, e l'elaborazione per chitarra di una tarantella siciliana (detta La Calvaruso).
Molti allievi di Di Ponio sono oggi ben noti interpreti: Pasqualino Garzia (il quale è stato anche un allievo di Mario Gangi), Massimo Gasbarroni (allievo principalmente di Giambattista Noceti, ha composto le "Variazioni sul tema Russo "Troika"), Giovanna Marini, Bruno Battisti D'Amario, Oscar Ghiglia, il romano Giuliano Balestra, Girolamo Gilardi, Gianluigi Gelmetti, Renato Giuseppini (che emigrò negli U.S.A. nel 1935), Mario Jalenti di Terni, tutti chitarristi formatisi inizialmente alla sua scuola.

## Opere
- Tarantella op. 1 (Vizzari)
- Campagnola op. 2 (Vizzari)
- Ninna Nanna (Vizzari)
- Finestrella chiusa (Preludio, inedito)
- Mazurka da concerto (1926, inedito)
- Ronda Cinese (Bèrben)
- Studio op. 3 (1923, inedito)
- Studio op. 4 (La chitarra)
- Paesaggio iberico (1928, inedito)
- Preludio (per la mano sinistra) (1960, inedito)
- Sonatina (1927, inedito)
- Tarantella Siciliana (detta "La Calvaruso") - Bèrben
- Tibi Dabo (Ricordo di Spagna) (1935, inedito)